# Nils Persson (Segler)
Nils August Persson (* 11. Februar 1879 in Stockholm; † 4. Februar 1941 ebenda) war ein schwedischer Segler.

## Erfolge
Nils Persson, der Mitglied im Kungliga Svenska Segelsällskapet war, gewann bei den Olympischen Spielen 1912 in Stockholm in der 12-Meter-Klasse die Silbermedaille. Er war Skipper der Erna Signe, die in beiden Wettfahrten der Regatta den zweiten Platz belegte und damit den Wettbewerb hinter dem norwegischen Boot Magda IX von Skipper Johan Anker und vor dem finnischen Boot Heatherbell von Skipper Ernst Krogius beendete. Zur Crew der Erna Signe gehörten Hugo Clason, Iwan Lamby, Hugo Sällström, Sigurd Kander, Folke Johnson, Dick Bergström, Kurt Bergström, Erik Lindqvist und Per Bergman.